# اویلین استوکس
اویلین استوکس (انگلیسی: Evelyn Stokes; ۵ دسامبر ۱۹۳۶ – ۱۵ اوت ۲۰۰۵) جغرافی‌دان اهل نیوزیلند بود.
وی همچنین برندهٔ جوایزی همچون برنامه فولبرایت شده‌است.